# ميغيل شاكون
ميغيل شاكون (بالإسبانية: Miguel Chacón)‏ هو دراج فنزويلي، ولد في 8 أكتوبر 1983.

## وصلات خارجية
- ميغيل شاكون على موقع أرشيف الدراجات (الإنجليزية)
- ميغيل شاكون على موقع إحصائيات الدراجات الإحترافية (الإنجليزية)